# Csang Szongthek
Csang Szongthek, vagy néhol hibásan Dzsang Szong Tek (hangul: 장성택, handzsa: 張成澤, RR: Jang Sung-taek; Cshongdzsin (Chongjin), 1946. január 22. – Phenjan, 2013. december 12.) észak-koreai politikus és katonai vezető. Kim Dzsongun (Kim Jong-un), Észak-Korea vezetőjének nagybátyja, mentora, illetve évekig személyes tanácsadója volt. Özvegye Kim Gjonghi (Kim Kyong-hui), Kim Dzsongil (Kim Jong-il) húga.
Csang (Jang) az észak-koreai politika egyik kulcsembere volt, egészen 2013 végéig, amikor letartóztatták és kivégezték. 2008-ban neves dél-koreai hivatalnokok és akadémikusok szerint ő volt a legesélyesebb arra, hogy Kim Dzsongil (Kim Jong-il) utóda legyen. Csang (Jang) 2010 és 2013 között a Nemzetvédelmi Bizottság alelnöke volt, és többen is az ország második emberének tartották. Sokak szerint belső hatalmi harcok áldozata lett, de a legvalószínűbbnek tűnő álláspont az, hogy azért végezték ki, mert a Kínában végrehajtott pénzügyi reformokat akarta megvalósítani.
Tábornoki előléptetését Kim Dzsongil (Kim Jong-il) halála környékén, nagy valószínűséggel 2011. december 25-én kapta, mivel akkor jelent meg először négycsillagos hadseregtábornoki egyenruhában, amikor meglátogatta az üvegkoporsóban fekvő hajdani vezetőt. Csangot (Jangot) Kim Dzsongun (Kim Jong-un) „kulcsfontosságú tanácsadójának” titulálták.

## Élete
Csang (Jang) az észak-koreai Észak-Hamgjong (Hamgyong) tartományban, Cshongdzsin (Chongjin) városában született, 1946. január végén, vagy február elején, családja legfiatalabb gyermekeként. Két nővére és két fivére (Csang Szongu (Jang Song U) altábornagy (1935–2009) és Csang Szonggil (Jang Song Kil) főhadnagy (1939–2006) volt. Eredményes tanuló volt, nagybátyja, Csang Dzsanhvon (장잔훤, Jang Jan-hwon) (aki a Népi Fegyveres Erők miniszterhelyettese volt akkoriban, 1980-ban, szívrohamban hunyt el) tanácsára jelentkezett a fővárosi Kim Ir Szen (Kim Il-sung) Egyetemre, ahova 1963-ban be is jutott, és gazdaságpolitikát tanult. Viszonya volt Kim Dzsongil (Kim Jong-il) húgával, Kim Gjonghi (Kim Kyong-hui)vel, aki szintén az egyetemre járt, de Kim Ir Szen (Kim Il-sung) akkori vezető eltiltotta őket egymástól. Hogy biztosan távol tartsa őket, Csang (Jang)ot áthelyezte a Vonszan (Wonsan)i Gazdasági Egyetemre. Tanulmányait elit iskolában végezte 1966-ban, később pedig Kim Gjonghi (Kim Kyong-hui)vel együtt tanult Moszkvában, 1968 és 1969 között.
A pár 1972-ben, visszatérésük után egy évvel egybe kelt, a frigyből egyetlen leánygyermek született, Csang Gumszong (장금송, Jang Kum-song) (1977–2006), aki Párizsban tanult cserediákként. A lányt később hazarendelték, mikor megtudták, hogy szeretője lett odakint, de mivel nem akart megválni kedvesétől, öngyilkosságot követett el 2006 szeptemberében. (Ugyanakkor a hivatalos észak-koreai álláspont szerint drogtúladagolásban halt meg.) Egy 2013. december 21-i közlemény szerint Csang Szongthek (Jang Sung-taek) összes rokonát koncentrációs táborba vitték.

## Pályafutása

### Kezdetek
Csang (Jang) 1972-től a phenjani pártbizottság oktatója volt, de hatalmi törekvései miatt eltávolították hatalmi pozíciójából, és a namphói (nampói) kohóban kellett dolgoznia évekig. Rehabilitációja után, 1982-től az ifjúságpolitikával, majd 1985-től a főváros építkezésével foglalkozott. 1986-ban került be a Központi Bizottságba, ahol képviselő posztot töltött be. 1987-ben, mikor elhunyt az akkori állambiztonsági miniszter, Kim Dzsongil (Kim Jong-il) jelölte Csang Szongthek (Jang Sung-taek)et annak utódjául, de Kim Ir Szen (Kim Il-sung) elutasította, azzal az indokkal, hogy Csang (Jang) „túl kapzsi”. Pár évvel később, 1989-ben már a párt Központi Bizottságának megfigyelő tagjává választották. 1992-ben vált a szervezet teljes jogú tagjává, ekkor kapott nagyobb hatáskört is. 1992-ben a Koreai Munkapárt Szervezési és Irányítási Részlegének igazgatóhelyettese lett. Számos delegáció tagja volt, gyakran látogatott Dél-Koreába is. Egy izraeli sajtóértesülés szerint Csang Szongthek (Jang Sung-taek) és Kim Gjonghi (Kim Kyong-hui) 1993-ban, Izraelben Kim Ir Szen (Kim Il-sung) személyes képviselőiként tárgyalt atomfegyverek vásárlásáról, de a tárgyalások eredménytelennek bizonyultak.
Csang (Jang)ot Dél-Korea Nemzetgyűlése szerint 2004. november 25-én eltávolították hivatalából, és házi őrizetbe helyezték.

### Visszatérése
2006 januárjától bukkant fel újra, részt vett Kim Dzsongil (Kim Jong-il) hivatalos kínai látogatásain. 2006. október 15-én Csang (Jang) autóbalesetet szenvedett, amikor a sofőrje által vezetett szolgálati Mercedesen áthajtott egy teherautó, a phenjani diadalív közelében. Csang (Jang) életét éppen hogy meg tudták még menteni, viszont nem ez volt az első alkalom hogy politikusok autóin teherautók, vagy munkagépek mentek át. A hasonlóan reformok felé hajló Kim Jongszun (김용순, Kim Yong-sun) 2003-ban éppúgy autóbalesetben vesztette életét.
2007 októberében a Koreai Központi Hírügynökség megerősítette, hogy Csang (Jang) megkapta az újonnan létrehozott Koreai Munkapárt igazgatóhelyettesi posztot, így ő lett a rendőrségi, bírósági, és egyéb belbiztonsági ügyek felelőse. Később kiderült, hogy Csang (Jang) már valójában kinevezett igazgatója volt az adminisztrációs részlegnek, a Munkapárt régi ügynökségét megszüntették 1990-ben, és újra létrehozták a Szervezési Osztály kettéválasztásával.
Csang (Jang)ot 2009 áprilisában megválasztották a Nemzetvédelmi Bizottság tagjává, majd 2010 júniusában a szervezet egyik alelnökévé. Ez a szervezet Észak-Korea de facto döntéshozási szerve, így gyakorlatilag Csang Szongthek (Jang Sung-taek) az ország második emberévé, Kim Dzsongil (Kim Jong-il) helyettesévé lépett elő, ez pedig azt eredményezte, hogy a külföldiek körében elkezdtek kételyek felmerülni Kim Dzsongun (Kim Jong-un), mint utód felől.
Csang (Jang) politikai szerepét látszólag növelte Ri Dzsegang (리제강, Ri Je-gang) halála, aki egyébként egy magas rangú vezető, és Kim Dzsongil (Kim Jong-il) által megbízott döntő felügyelő volt Észak-Koreában.
Később, a Koreai Munkapárt 2010. szeptemberi konferenciáján a politikai hivatal megfigyelő tagjává választották, továbbá az adminisztrációs részleg igazgatója is lett.

### 2011 után

Hadseregtábornoki rendfokozati jelzés, ilyen váll-lapja volt Csang Szongthek (Jang Sung-taek)nek is, 2011 és 2013 között

2011. december 25-én a Koreai Központi Televízió felvételein Csang (Jang) tábornoki egyenruhában látható. Egy szöuli elemző szerint ez volt az első ilyen alkalom. Megjelenése azt sugallta, az újdonsült tábornok kulcsszerepet játszik a Koreai Néphadseregben, és hűségesküt tett Kim Dzsongun (Kim Jong-un)nak. Csang (Jang) pályafutása az új vezető uralma alatt eleinte továbbra is sikeresnek bizonyult: 2012-es kínai látogatása során különleges ellátást kapott, amiben addig csak a hajdani vezető, Kim Dzsongil (Kim Jong-il) részesülhetett. Fontosságát és elismertségét jól mutatta, hogy még az Észak-Koreában dolgozó kínai nagykövet, Liu Hung-caj (Liu Hongcai) is hazautazott, hogy személyesen üdvözölhesse Kínában.
2012. augusztus 17-én Csang (Jang) találkozott Kína miniszterelnökével, Ven Csia-paóval (Wen Jiabaóval) Csungnanhaj (Zhongnanhai)ban. Ezen kívül találkozott Kína elnökével, Hu Csin-taó (Hu Jintaó)val, Vang Csia-zsui (Wang Jiarui)val, Csang Ping (Zhang Ping)gel, Hszie Hszü-zsen (Xie Xuren)nel, Csen Tö-ming (Chen Deming)gel, Vang Min (Wang Min)nel, és Csang Cse-csün (Zhang Zhijun)nel, Kína külügyminiszter-helyettesével. Ő volt a képviseleti vezetője annak a bizottságnak, ami a Raszon (Rason) gazdasági és kereskedelmi zóna illetve a Hvanggumphjong (Hwanggumpyong) és Ühva (Wihwa)-szigeteki gazdasági zóna fejlesztéséért jött létre.
A bejelentésben Csang (Jang) a Koreai Munkapárt központi adminisztrációs bizottságának főnökeként, a KMP Politikai Hivatalának tagjaként és a Nemzetvédelmi Bizottság alelnökeként szerepelt. Csang (Jang) azt mondta, Kim Dzsongun (Kim Jong-un) hisz abban, hogy a Kínával kialakított kétoldalú kapcsolatok fontosak, és „ez a mély barátság nemzedékről nemzedékre fog továbbszállni”. Csang (Jang) hangsúlyozta Ven (Wen)-nel való találkozásán: „A KNDK szoros együttműködésben szeretne dolgozni Kínával a gazdasági zónák kialakítása érdekében.”
2012. november 4-én a Koreai Munkapárt Központi Bizottságának Politikai Hivatala meghozott egy döntést, miszerint megalapítják az Állami Fizikai Kultúráért és Sportirányításért Felelős Bizottságot, és ennek elnöke Csang (Jang) lesz.
2013 januárjában találgatások indultak, miszerint Csang (Jang) ki lett nevezve a legfelsőbb döntéshozás vezetőjévé, és a hivatali ranglétrán is magasabb fokra lépett. Elmozdította a tábornoki vezérkar korábbi főnökét, Hjon Jongcsholt (현영철, Hyon Yong-cholt), (aki egyben a Központi Katonai Bizottság igazgatóhelyettese is volt) és még saját feleségét, Kim Gjonghi (Kim Kyong-hui)t is. Kutatók szerint Csang (Jang) ki lehetett nevezve a Legfelsőbb Népgyűlés Elnökségének elnökévé (névlegesen államfővé) vagy miniszterelnökké, így leváltva a jelenlegi, 80 évnél idősebb hivatalnokokat. Csang (Jang) kísérte Kim Dzsongun (Kim Jong-un)t és Cshö Rjonghet (최룡해, Choe Ryong-haet) amikor a Népbiztonsági Minisztériumot látogatták meg, 2013. május 1-jén.

## Eltávolítása és kivégzése
Csang Szongthek (Jang Sung-taek)et 2013. december 9-ig eltávolították minden addig betöltött hivatalából. Bukásának egyik előszele volt, hogy egy december 7-én sugárzott dokumentumfilmben már kiretusálták az arcát, esetenként pedig a felismerhetetlenségig eltorzították. Ezután, december 8-án kizárták a Koreai Munkapártból. Két társát, Csang Szugilt (장수길, Jang Su-kilt) és Ri Rjonghát (리룡하, Ri Ryong-hát), akiket bűntársként idéztek be, és ítéltek el, már novemberben kivégezték. Előbbit a hivatalos vádirat szerint a rendszer megtagadásával, pártellenes szervezkedéssel, míg az utóbbit visszaéléssel vádolták, és ítélték halálra.
|  | „정치국 확대회의에서는 먼저 장성택이 감행한 반당반혁명적종파행위와 그 해독성,반동성이 낱낱이 폭로되 였다.” „A politikai bizottság konferenciáján elsőként Csang Szongthek merész, párt- és forradalomellenes, szektás magatartására, illetve nagy károkat okozó, reakciós csoportjára derült fény.” |
|  | – Idézet a Rodong Sinmun 2013. december 9.-i számából |

Csang (Jang)ot 2013. december 9-én elhurcolták a Munkapárt kongresszusáról, és letartóztatták. A bíróság hivatalos álláspontja szerint Csang (Jang) „ideológiailag elhajlott, a kapitalista életmód befolyása alá került, elegáns éttermekbe járt, kaszinókban költötte az ország birtokában lévő külföldi valutát, a tengerentúlon kezeltette magát egészségügyi problémáival, rossz gazdasági döntéseket hozott, elkótyavetyélte az ország értékeit, kenőpénzt fogadott el, szeretőket tartott, kábítószert fogyasztott, és ellenforradalmi csoportot vezetett”. Emellett azzal is megvádolták hogy pártellenes szavakat hirdetett, állami pénzen luxuscikkeket vásárolt, áron alul adott el észak-koreai cikkeket Kínának, fényűző életet élt, és puccsra készült.
Elfogása után, mikor a lakosok tudomást szereztek a történtekről, olyan felvételeket mutatott be a Koreai Központi Televízió, amiken a phenjaniak azt kérték: „Hozzátok ide Csang Szongthek (Jang Sung-taek)et, és bedobjuk a tengerbe!” Egy másik felvételen egy férfi szerint „őrült volt Csang Szongthek (Jang Sung-taek), ha azt hitte, hogy megbuktathatja Kim Dzsongun (Kim Jong-un)t”. Egy harmadik phenjani lakos azt nyilatkozta: „Az árulóknak, akik el akarják pusztítani népünk egységét, a kivégzés enyhe büntetés. Szét kellett volna tépni, és a történelem kukájába dobni.”
A hivatalos álláspont szerint a „hazaáruló” címmel bélyegzett Csang (Jang) be is ismerte bűneit, és a puccskísérletet azzal magyarázta, hogy „a jelenlegi vezetés alkalmatlan hivatalára, mert nem tudja kezelni a gazdasági helyzetet, és biztosítani a lakosság életszínvonalát”.
Bizalmasait már korábban kivégezték, őt pedig december 12-én ítélte halálra a rendkívüli bíróság, és az ítéletet – korábbi híresztelések szerint – géppuskával (később kiszivárogtak adatok, miszerint légvédelmi gépágyúval) azonnal végre is hajtották. Később napvilágra került olyan hír, miszerint kiéheztetett kutyákkal tépették szét Csangot (Jangot), de erről hamarosan kiderült, hogy nem igaz.
2014. január 21-én a YouTube-ra felkerült egy videóriport, amiben részletes leírást adnak észak-koreai lakosok a kivégzés körülményeiről. Sokan közöttük dicsérik Kim Dzsongun (Kim Jong-un) nagybátyját, és arról is beszélnek, hogy nélküle holtvágányra fog kerülni az ország. Az általuk mondottak vagy eltorzítva, vagy dél-koreai kommentátorok által felolvasva hallhatóak. A leírásokat összevetve a kivégzés úgy zajlott le, hogy Csang (Jang)ot először légvédelmi gépágyúval lőtték szét, egészen a felismerhetetlenségig, majd lángszóróval hamvasztották el maradványait.

## Következmények
Miután kivégezték, amellett hogy árulónak nevezték, emberi hulladéknak, söpredéknek is bélyegezték őt, és számos múltbéli, „minden képzeletet felülmúló bűncselekmények sorozatának” elkövetésével vádolták meg.
Kim Dzsongun (Kim Jong-un) 2013. december 14-én visszarendelte országába a Kínában dolgozó észak-koreaiakat, mivel feltehetőleg őket is ki akarja végeztetni. Vang Ji (Wang Yi) kínai külügyminiszter és Szergej Viktorovics Lavrov, Oroszország külügyminisztere telefonon megállapodott, hogy folytatják az észak-koreai nukleáris leszereléssel kapcsolatos tárgyalásokat.
Kim Gjonghi (Kim Kyong-hui)t, Csang (Jang) özvegyét nem érintette, és nem is fogja érinteni férje kivégzése. Az asszonyt december 15-én kinevezték Kim Gukthe (Kim Kuk-tae) oszlopos párttag temetésének főszervezőjévé, miután a politikus fél évszázados munka után szívbetegségben elhunyt 2013. december 13-án.
Ugyanakkor Csang (Jang) többi közeli ismerősét, családtagját hazarendelték. Csi Dzserjong (지재룡, Ji Jae-ryong) Észak-Korea kínai nagykövetét, aki Csang (Jang) közeli társa volt, visszahívták, viszont dél-koreai források szerint nem leszámolni akar vele a kormány, csak a „szokásos” dolgokat intézték. Hasonlóképpen december elején Csang (Jang) unokaöccse Csang Jongcshol (Jang Yong-chol), Észak-Korea malajziai nagykövetét szintén hazarendelték, akárcsak a sógorát, Cson Jongdzsin (Jon Yong-jin)t, aki Észak-Korea kubai nagyköveteként szolgált.

## Eltüntetése a múltból
A Koreai Központi Televízió által bemutatott régebbi felvételekről Csang (Jang) egyszerűen eltűnt, kiretusálták, de Észak-Korea hajdani második emberét nem csupán a képi anyagokról tüntették el, hanem az internetes sajtóból is. Frank Feinstein, az NK News hírportál elemzője szerint a Koreai Központi Hírügynökség weboldaláról közel 100 ezer vele kapcsolatos cikket és híradást töröltek, míg a Rodong Sinmun („Munkásújság”) honlapjáról 20 ezret távolítottak el, szintén ezzel az indokkal.
Már a Párizsban tanuló Kim Hanszol (Kim Han-sol)t, Kim Dzsongun (Kim Jong-un) unokaöccsét is féltik, ugyanis apját, Kim Dzsongnam (Kim Jong-nam)ot Csang (Jang) nevelte fel. Egy időre Ri Szoldzsu (Ri Seol-ju)t, Kim Dzsongun (Kim Jong-un) feleségét is eltűnni vélték, de egy 2013. november 17-i felvételen, ahol a két éve elhunyt Kim Dzsongil (Kim Jong-il)ről emlékeztek meg, a nő is szerepelt. Kim Dzsongil (Kim Jong-il) halálának második évfordulóján jelentések szerint pattanásig feszült hangulat uralkodott Phenjanban, mindenkit ellenőriztek, és sokan a további tisztogatásoktól, megtorlásoktól tartottak. A hajdani vezető halálának évfordulóján az utakat lezárták, az észak-koreaiak pedig hűségesküt tettek Kim Dzsongun (Kim Jong-un)nak. „Életünk árán is megvédjük a Pártot, és nem ismerünk el mást, mint a nagy elvtársat, Kim Dzsongun (Kim Jong-un)t.” – mondta Kim Jongnam (Kim Yong-nam), az észak-koreai Legfelsőbb Népi Gyűlés Elnökségének elnöke.
Vitatott, hogy mi volt az igazi oka annak, hogy Kim Dzsongun (Kim Jong-un) tisztogatásokba kezdett. Elemzők szerint Csang (Jang) a Kínában látott reformokat akarta megvalósítani Észak-Koreában, de akár belső hatalmi harc, illetve a Kim-dinasztia hatalmának instabilitása is állhat a háttérben.
A céljával kapcsolatban is több elmélet van, de nagy valószínűséggel Kim Dzsongun (Kim Jong-un) a hatalmát akarta megszilárdítani Csang Szongthek (Jang Sung-taek) kivégzésével.

## Nemzetközi reakciók
A legtöbb ország aggodalmát fejezte ki az ügyben.
- Kína

Vang Ji (Wang Yi), Kína külügyminisztere szerint Észak-Koreában fontos változások mentek végbe, és az ország belügyének nyilvánította a történteket, ugyanakkor a hatoldalú tárgyalások felújítását kérte Oroszországtól, továbbá hozzátette: „kiemelten figyelik az Észak-Koreában zajló történéseket”.
Hung Lej (Hong Lei), a kínai külügyminisztérium szóvivője azt nyilatkozta, hogy bízik az ország stabilitásában, és abban, hogy az észak-koreai vezetés boldoggá teszi az ottani embereket.
- Japán

Szuga Josihide japán kabinetfőnök azt nyilatkozta a Kyodo hírügynökségnek, hogy a japán kormány „közelről figyeli a helyzetet”, majd hozzátette: „Nyugodtan fogunk felügyelni, közben párbeszédet folytatunk a többi országgal, és lényeges információkat gyűjtünk.”
Icunori Onodera japán védelmi miniszter a „Kínai Népköztársaságban Mao Ce-tung (Mao Zedong) utolsó tíz éve alatt több tízezer áldozathoz vezető kulturális forradalomhoz” hasonlította Kim Dzsongun (Kim Jong-un) megkezdett tisztogatásait.
- Amerikai Egyesült Államok

Patrick Ventrell, a Fehér Ház nemzetbiztonsági tanácsának szóvivője szerint: „Ha ezek a jelentések megerősítést nyernek, az észak-koreai rezsim kivételes kegyetlenségének újabb példáját szolgáltathatják.”
John Kerry, az Amerikai Egyesült Államok külügyminisztere szerint: „Amit látunk, az alapján (Kim) rögtönöz, kapkod és még mindig a hatalmi struktúrában elfoglalt pozíciója miatt aggódik, ezért minden lehetséges riválisát vagy ellenzékét kiiktatja, és teszi ezt a legnyilvánvalóbb könyörtelenséggel.” Emellett elmondta: „A kivégzések száma jelzi a rezsim belső instabilitását, ez a bizonytalanság és a már jelenleg is létező veszély baljóslatú jele.” Az amerikai külügyekért felelős miniszter hangsúlyozta még az atomhatalomként számon tartott Észak-Korea feltartóztatásának fontosságát.
- Dél-Korea

Kim Ido (김의도, Kim Eui-do), a szöuli Újraegyesítési Minisztérium szóvivője azt mondta: „A kormány közelről és mély aggodalommal figyeli az Észak-Koreában történt incidensek sorát.”
Pak Kunhje (박근혜, Park Geun-hye), Dél-Korea elnöke szerint „Észak-Korea terrorral próbálja erősíteni Kim hatalmát.”
Kim Gvandzsin (김관진, Kim Kwan-jin), a dél-koreai honvédelmi miniszter, egy december 13-i találkozón azt mondta: „Fokozni fogjuk harci készültségeinket Észak-Koreával szemben, mivel (Csang (Jang) kivégzése) Dél elleni provokációhoz vezethet. Ez a mostani eset bebizonyította, hogy Kim Dzsongun (Kim Jong-un) vasököllel és terrorral akarja megtartani a hatalmát.”
- Magyarország

Csoma Mózes, az Eötvös Loránd Tudományegyetem Korea-tanszékének vezetője azt nyilatkozta: „Minden bizonnyal számos irigye lehetett: az észak-koreai elit vigyáz rá, hogy (a Kim-családot nem számítva) ne ugorjon senki túlságosan magasra. (...) Másrészt látszik, hogy a legifjabb Kim „sakkozik” a vezetéssel.”
- Svédország

Carl Bildt svéd külügyminiszter „sztálinistának” nyilvánította a kivégzést, és azt mondta: „Úgy gondolom, hogy amit most láttunk, az csupán a felszíne volt a horror birodalmának.”
- Egyesült Királyság

David Cameron brit miniszterelnök szóvívője szerint: „Ha ez igaz, ami történt, akkor ez egy újabb példája az észak-koreai rezsim kegyetlenségeinek.”
Hugo Swire brit külügyminiszter azt mondta: „Fontos, hogy tanuljunk a mostani kivégzésből. Ez egy újabb példája az észak-koreai kormány brutalitásának, és folyamatosan aggodalmunknak adunk hangot az emberi jogok súlyos és rendszeres megsértése miatt. Az ENSZ jelenleg működtet egy vizsgálóbizottságot. Mindent megteszünk annak érdekében, hogy kivizsgáljuk Észak-Korea megdöbbentő emberi jogi helyzetét. Tágabb értelemben, továbbra is mélységesen aggaszt minket ennek a kiszámíthatatlan rendszernek a stabilitása. Phenjani nagykövetségünk közelről figyeli a helyzet alakulását, és szövetségeseinkkel szoros kapcsolatot tartunk fent ebben.”
- Egyesült Nemzetek Szervezete

Az ENSZ főtitkára, Pan Gimun (Ban Ki-moon), korábbi dél-koreai külügyminiszter, 2013. december 16-án azt nyilatkozta, hogy a kivégzés „nagyon drámai és meglepő”. Ezen kívül nyugalomra szólított fel: „Ebben az időben (...) éberen és óvatosan kell figyelni a helyzet alakulását, és nem szabad felelőtlen tevékenységbe kezdeni. Remélem továbbá, hogy emiatt nem fognak erősödni a feszültségek a félszigeten.” Pan (Ban) továbbá azt mondta: „Az előttünk álló időszakot az ország sokat szenvedett népének életkörülményeinek javítására, és a nemzetközi közösséggel való bizalom kiépítésére kell használni. Készen állok jószolgálataim felajánlására.” Pan (Ban) ismételten kijelentette, hogy az ENSZ ellenzi az ország régóta fennálló halálbüntetését „minden körülmények között”, továbbá a Biztonsági Tanács (az ország által többszörösen semmibe vett) határozatának betartására sürgette Észak-Koreát.